# Orden de los Santos Jorge y Constantino
La real orden de los Santos Jorge y Constantino es una orden del reino de Grecia, conservada en la actualidad como orden dinástica de la casa real de Grecia.

## Historia
En noviembre de 1935, Jorge II fue restaurado como rey de los helenos. En el marco de esta restauración, en enero de 1936, el nuevo monarca decide la fundación de dos órdenes bajo la advocación de los patronos de los dos primeros monarcas de los helenos, Jorge I y Constantino I, y de las patronas de sus esposas, Olga de Rusia y Sofía de Prusia. Así surgieron respectivamente la orden de los Santos Jorge y Constantino, en memoria de san Jorge y san Constantino, y su equivalente exclusivamente femenino, la orden de las Santas Olga y Sofía.
Tras la caída de la monarquía en Grecia en 1974, continuó siendo otorgada por el rey Constantino II como orden dinástica.

## Estructura
El gran maestre de la orden era el rey de los Helenos.
La orden contaba con seis grados:
- Collar,
- Caballero gran cruz,
- Gran comendador,
- Comendador,
- Cruz de oro,
- Cruz de plata.

## Insignias

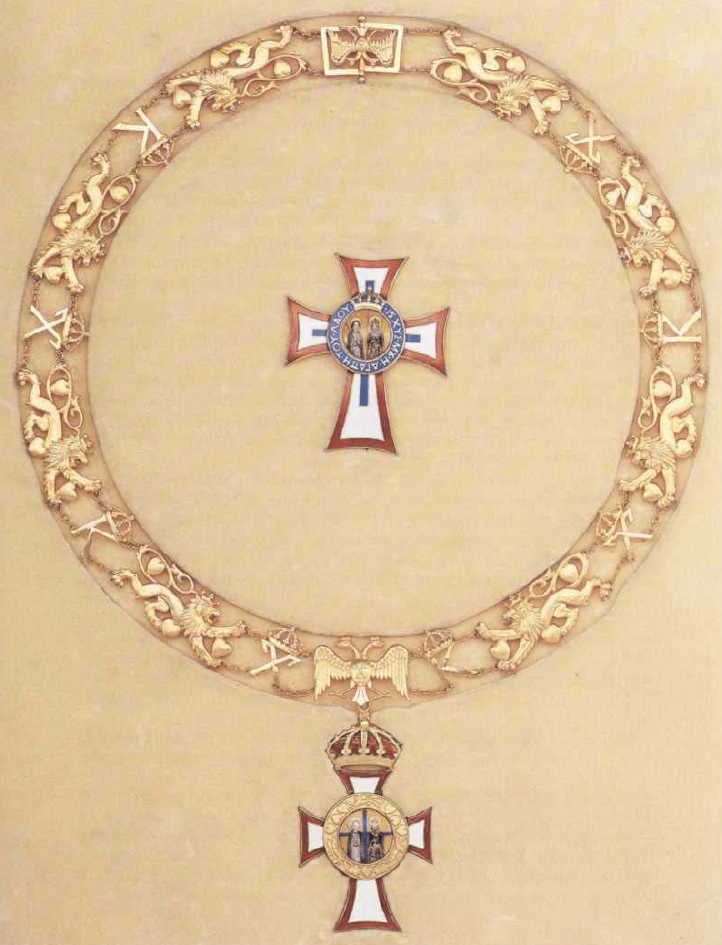
Insignias del grado de collar de la orden: el collar y la cruz para llevar en el lado izquierdo del pecho.

La insignia de la orden consistía en una cruz latina patada esmaltada en blanco y con los bordes rojos, inspirada en la cruz del Dannebrog. En el centro de la cruz, se encontraba un medallón dorado con las efigies de los santos titulares de la orden. Dependiendo de las clases la insignia se combinaba también con la corona real, el borde azul con la inscripción en griego: ΙΣΧΥΣ ΜΟΥ Η ΑΓΑΠΗ ΤΟΥ ΛΑOΥ (Mi fuerza es el amor de mi pueblo) o las iniciales griegas de los titulares de la orden (Γ y K).
El collar alternaba estas iniciales con los leones y los corazones de las armas danesas.
La cinta de la orden era azul oscuro, con pequeñas líneas horizontales perpendiculares a los bordes alternando blanco y rojo.
En el caso de las medallas de la orden eran circulares, contaban con el busto de Jorge II y la inscripción: ГЕΩРГIОY В′ ВАΣIΛЕYΣ ТΩN ЕΛΛНNΩN 1936 (Jorge II, rey de los helenos, 1936).